# Kinh tế Cộng hòa Trung Phi
Kinh tế Cộng hòa Trung Phi  là một trong những kinh tế kém phát triển nhất thế giới. Nông nghiệp chiếm tỷ trọng rất lớn (55%) trong tổng sản phẩm quốc nội và cơ bản là nền nông nghiệp tự cung tự cấp. Tỉ lệ thất nghiệp của nước này lên tới hơn 30%, tỉ lệ nghèo hơn 80%.